# 9246 Niemeyer
A 9246 Niemeyer (ideiglenes jelöléssel 1998 HB149) a Naprendszer kisbolygóövében található aszteroida. Eric Walter Elst fedezte fel 1998. április 25-én.
Nevét Oscar Niemeyer (1907) brazil építész után kapta.